# HK13
Das HK13 ist ein leichtes Maschinengewehr des deutschen Waffenherstellers Heckler & Koch.
Das HK13 entspricht in vielerlei Hinsicht dem HK 11, ist aber für das kleinere Kaliber 5,56 × 45 mm NATO eingerichtet. Anfang der 1970er Jahre entwickelt, wurde es ab 1982 durch die Version HK13E ersetzt. Beide Ausführungen sind nur exportiert worden und wurden nicht in Deutschland eingesetzt. 
Die Munitionszuführung erfolgte aus Stangenmagazinen mit 20 oder 30 Patronen, Kurvenmagazinen mit 40 Patronen oder Doppeltrommelmagazinen mit 100 Patronen Kapazität. Durch Umbau der Zuführung war aber auch der Einsatz von gegurteten Patronen möglich. Die Waffe war optimiert für die Patrone M193 und verfügte über eine praktische Feuergeschwindigkeit von 750 Schuss/min. Die Visierlinie betrug 541 mm, wobei auch ein Zielfernrohr montiert werden konnte.
Während das HK13 einen leicht geschwungenen Kolben hatte, war dieser beim HK13E abgestuft. Außerdem reichte beim HK13E der Handschutz bis zum Mündungsfeuerdämpfer und es gab einen zusätzlichen Griff an der Mitte des Handschutzes.